# Albatros-Klasse
Die Albatros-Klasse (Klasse 143) war eine Klasse von zehn Flugkörperschnellbooten der Deutschen Marine.
Mit der Gepard-Klasse (143A) stellten sie den Endpunkt der Entwicklung im deutschen Schnellbootbau dar. Wie ihre Vorgänger bei der Bundesmarine waren sie als hochseetaugliche Verdrängerboote mit vier leistungsstarken Dieselmotoren angetrieben. Im Gegensatz zu den in Zusammenarbeit mit Frankreich beschafften Booten der Tiger-Klasse waren sie wieder mit einem Holzrumpf auf Leichtmetallspanten gebaut. Sie basierten auf dem von Lürssen entwickelten Mehrzweckbootskörper, der für die Klasse 143 verlängert wurde.
Im Vergleich zu den Booten der Klassen 140 bis 142 waren sie jedoch erheblich größer, um als Plattform für Seezielflugkörper und eine leistungsfähigere Artillerie dienen zu können und zusätzlichen Raum für die erheblich gestiegenen Ansprüche an elektronische Aufklärung und Kampfführung bieten zu können. Die Boote waren mit dem automatisierten Gefechts- und Informationssystem für Schnellboote (AGIS) ausgerüstet und konnten radargesteuert bis zu fünf Ziele gleichzeitig bekämpfen. Neben den vier Seezielflugkörpern waren sie mit zwei 76-mm-Schnellfeuerkanonen ausgestattet. Die beiden heckwärts gerichteten Torpedorohre für drahtgelenkte Torpedos wurden in den letzten Jahren nicht mehr benutzt.
Die Boote der Albatros-Klasse ersetzten die der Seeadler-Klasse des 2. Schnellbootgeschwaders und waren zum Schluss in Warnemünde stationiert. Entsprechend der NATO-Doktrin des Kalten Krieges waren sie ursprünglich zur Küstenverteidigung und Sperrung der Ostseezugänge vorgesehen und für den Einsatz in Nord- und Ostsee optimiert.
Mit der konzeptionellen Neuorientierung der Bundeswehr von einer Verteidigungsarmee hin zu einer weltweit einsetzbaren Interventionstruppe entsprachen die Schnellboote nicht mehr den Anforderungen.
Am 13. Dezember 2005 wurden die letzten beiden Boote dieser Klasse außer Dienst gestellt. Sechs Boote wurden an Tunesien verkauft, vier dienten als Ersatzteilträger für die noch im Dienst befindlichen Boote der Gepard-Klasse, von diesen vier wurden zwei 2010 an Ghana verkauft.

## Planung und Bau
Die Konstruktion und der Entwurf der Boote der Albatros-Klasse wurden von der Lürssen-Werft (Bremen-Vegesack) in Zusammenarbeit mit MTG Hamburg ausgeführt. Diese Konzeption erfolgte aufgrund militärischer Forderung vom 25. Oktober 1966 und wurde vom Verteidigungsausschuss des Deutschen Bundestages am 3. Juni 1969 zur Kenntnis genommen und am 18. Juni 1969 gebilligt, desgleichen vom Haushaltsausschuss. So konnte am 7. Juli 1972 der Bauauftrag zwischen dem Bundesamt für Wehrtechnik und Beschaffung und AEG-Telefunken als Generalunternehmer unterzeichnet werden. Er ging schließlich am 13. Juli 1972 an die Werften Lürssen und Kröger. Die Baukosten des Waffensystems Klasse 143 betrugen rund 469 Mio. Euro. Als Baumaterial fanden (Komposit-)Holz für die Rumpfbeplankung und Leichtmetall für das Deck, die Spanten und die Aufbauten Verwendung. Die Verbindung zwischen Spanten und Beplankung wurde in einem Klebeverfahren hergestellt, das den Werften anfangs Probleme bereitete, weil der ursprünglich verwendete Kleber das Holz an der Klebestelle zersetzte. Auch war in den Booten noch Asbest für die feuerfeste Beschichtung der Holz- und Leichtmetallteile verbaut worden, das in den 1990er-Jahren in aufwendigen Sanierungen entfernt werden musste.

## Maschinenanlage

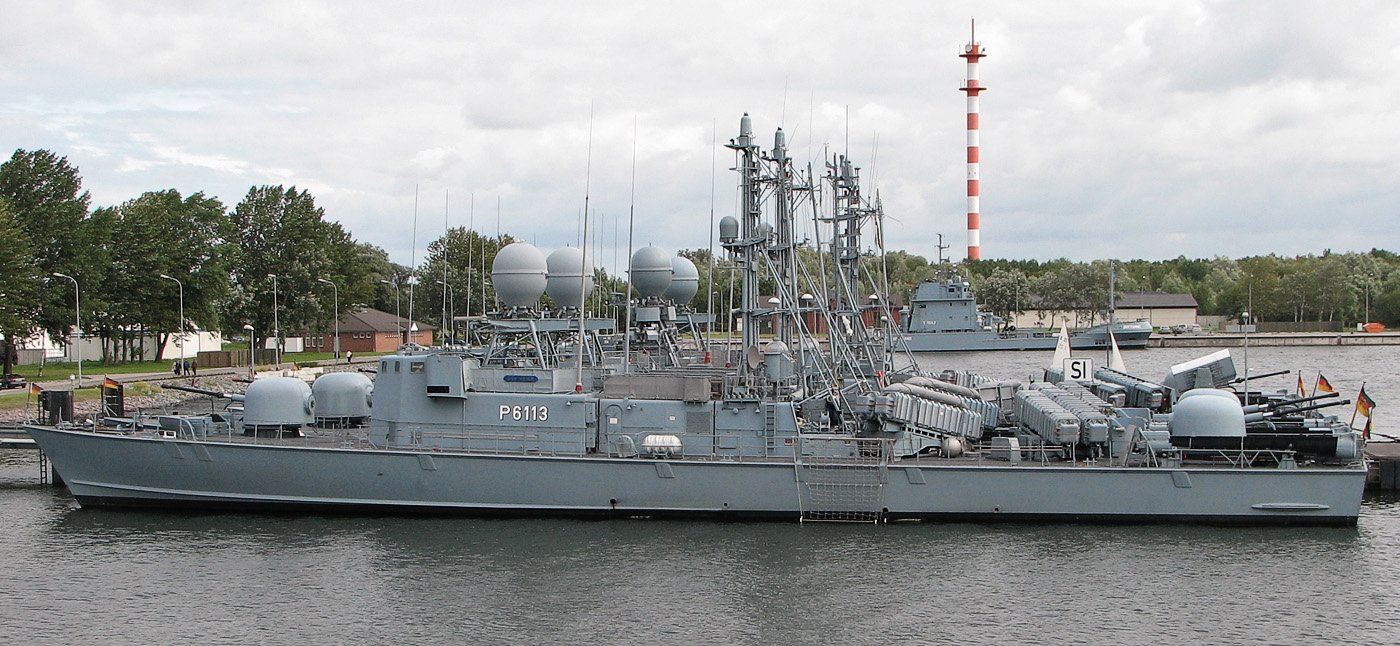
Drei Boote der Klasse 143 und eines der Klasse 143 A im Stützpunkt Hohe Düne

Der Antrieb bestand aus vier schnelllaufenden Viertakt-16-Zylinder-Antriebs-Dieselmotoren mit Zylinderreihenabschaltung und Abgasturboaufladung (MTU 16 V 956 TB 91) mit einer Motordauerleistung von je 4000 PS bei 1515/min und Höchstleistung je 4500 PS bei 1575/min und jeweils einem Wende-Untersetzungsgetriebe KSS 60 der Firma MTU. Die Boote waren mit vier dreiflügeligen Schrauben mit Durchmessern von jeweils 1,30 m und zwei Rudern ausgestattet. Die E-Anlage bestand aus vier E-Dieselmotoren mit je 177 PS / je Generator 135 kVA.

## Bewaffnung
Die Rohrbewaffnung der Albatros-Klasse bestand aus zwei radargesteuerten Geschützen 76 mm Oto Melara L/62 Typ CS 1 in Einzeltürmen. Die Boote verfügten ferner über vier Starter für das Seezielflugköprersystem MM.38 Exocet in zwei Doppelgruppen, fest eingebaut und um 55° Backbord bzw. 65° Steuerbord zur Bootslängsachse divergierend. Auf dem Achterschiff waren zudem zwei 533-mm-Torpedorohre für drahtgelenkte Torpedos in Schussrichtung achteraus eingerüstet. Zum Selbstschutz befanden sich die Düppelausstoßvorrichtung „Wolke“ und die Täuschkörperwurfanlage „Hot Dog“ an Bord.

## Führungsmittel
Die Navigation erfolgte mit GPS und Radar 3 RM/20; für die Feuerleitung standen ein HSA WM 27/52 DU und ein OGR 7/3 (optische Richtsäule) zur Verfügung. Zur elektronischen Kampfführung war das System „Oktopus“ an Bord. Als Führungs- und Waffeneinsatzsystem verwendeten die Boote das „Automatisiertes Gefechts- und Informationssystem für Schnellboote“ (AGIS) mit Link 11 (Lagebildaustausch). Die Boote waren ferner mit drei Rettungsinseln, einem Schlauchboot, einem Buganker in Steuerbordseitenklüse sowie magnetischem Eigenschutz (MES) ausgerüstet.

## Übersicht der Schnellboote Klasse 143
| Bezeichnung  | Indienststellung   | Außerdienststellung | Verbleib                                                                                       |
| ------------ | ------------------ | ------------------- | ---------------------------------------------------------------------------------------------- |
| S61 Albatros | 1. November 1976   | 24. März 2005       | Marinearsenal Wilhelmshaven, zunächst Ersatzteilträger, 2012 als Naa Gbewaa (P 39) an Ghana    |
| S62 Falke    | 13. April 1976     | 16. Dezember 2004   | Marinearsenal Wilhelmshaven, Ersatzteilträger                                                  |
| S63 Geier    | 2. Juni 1976       | 29. September 2005  | tunesische Marine (507 Himilcon)                                                               |
| S64 Bussard  | 14. August 1976    | 24. März 2005       | Marinearsenal Wilhelmshaven, zunächst Ersatzteilträger, 2012 als Yaa Asantewaa (P 38) an Ghana |
| S65 Sperber  | 27. September 1976 | 30. Juni 2005       | tunesische Marine (506 Hamilcar)                                                               |
| S66 Greif    | 25. November 1976  | 30. Juni 2005       | tunesische Marine (505 Hannon)                                                                 |
| S67 Kondor   | 17. Dezember 1976  | 16. Dezember 2004   | Marinearsenal Wilhelmshaven, Ersatzteilträger                                                  |
| S68 Seeadler | 28. März 1977      | 29. September 2005  | tunesische Marine (508 Hannibal)                                                               |
| S69 Habicht  | 23. Dezember 1977  | 13. Dezember 2005   | tunesische Marine (509 Hasdrubal)                                                              |
| S70 Kormoran | 29. Juli 1977      | 13. Dezember 2005   | tunesische Marine (510 Giscon)                                                                 |